# Babócsa
Babócsa es un pueblo ubicado en el distrito de Barcs, en el condado de Somogy, Hungría.

## Superficie
Posee una superficie de 30,99 kilómetros cuadrados.

## Demografía
Hasta 2024 la población era de 1344 habitantes, con una densidad de población de 43,37 habitantes por kilómetro cuadrado.